# Gerrit Benner Prijs voor Beeldende Kunst
De Gerrit Benner Prijs voor Beeldende Kunst is een tweejaarlijkse Nederlandse kunstprijs die in 2003 is ingesteld door de Provinciale Staten van Friesland. Traditiegetrouw vernoemt de provincie haar provinciale prijzen naar historische personen van de desbetreffende discipline: Gerrit Benner was een beroemd twintigste-eeuwse Friese landschapsschilder. De prijs is voor in Friesland wonende en werkende kunstenaars en betreft de ene keer een oeuvreprijs en de andere keer een prijs voor een belangrijke ontwikkeling in de voorgaande twee jaren in het werk dat toonaangevend is voor het kunstaanbod van de provincie.
De prijs is in leven geroepen om het beeldendekunstklimaat een impuls te geven en de aandacht voor de beeldende kunst onder het publiek te vergroten. De prijswinnaar krijgt een oorkonde, een geldbedrag en een expositie in het Fries Museum in Leeuwarden. Eervolle vermeldingen worden beloond met een oorkonde en een geldbedrag. In 2005 werd de prijs voor het eerst uitgereikt.

## Prijswinnaars
- 2005: B.C. Epker (belangrijke ontwikkeling)
- 2007: Louis le Roy (prijs voor gehele oeuvre waaronder de Ecokathedraal in Mildam)
- 2009: Zoltin Peeter (belangrijke ontwikkeling)
- 2011: Paul Panhuysen (prijs voor gehele oeuvre)
- 2013: Tryntsje Nauta (voor een toonaangevende ontwikkeling in het werk)[1]
- 2015: Sjoerd de Vries (prijs voor gehele oeuvre)[2]
- 2017: Pedro Bakker[3]
- 2019: Auke de Vries (prijs voor gehele oeuvre)[4]
- 2021: O.C. Hooymeijer (belangrijke ontwikkeling)[5]
- 2023: Kinke Kooi (prijs voor gehele oeuvre)